# Alon Shvut

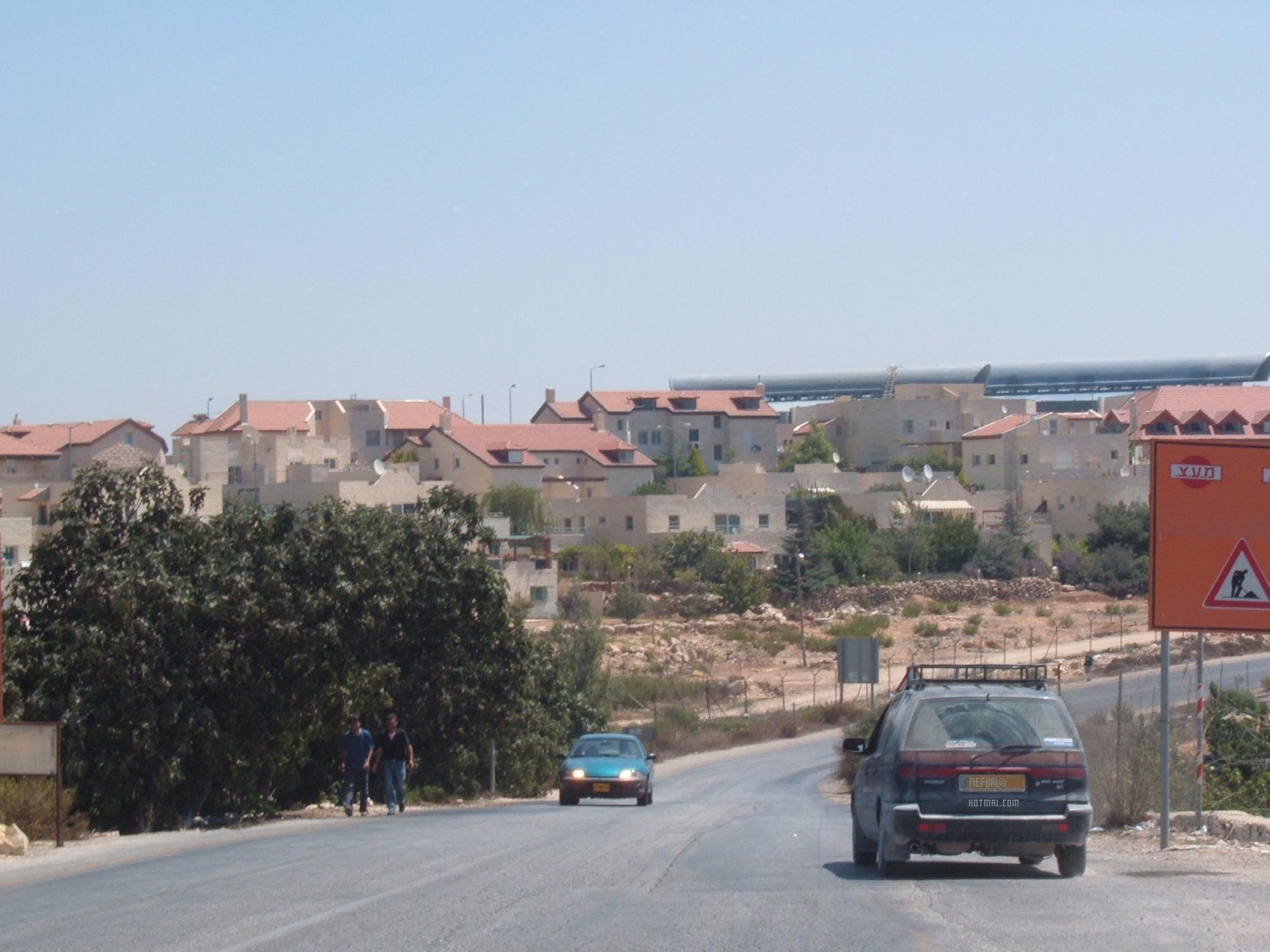
Alon Shevut visto do Oeste na Estrada 367. Os longos telhados azuis das sinagogas gémeas do "Bairro Novo" são visíveis à direita

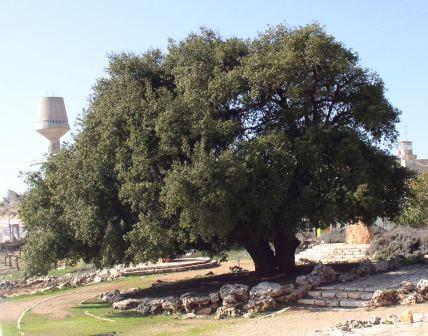
O carvalho pelo qual a comunidade é chamada, e que consta do emblema local

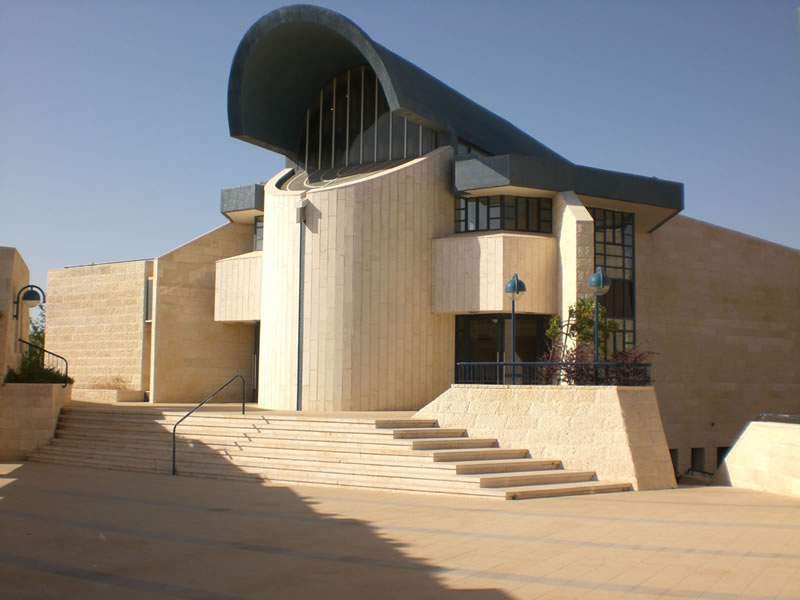
A sinagoga nova de Alon Shvut

Alon Shvut (31° 39' 17" N 35° 07' 40" E; em hebraico:  אלון שבות) é um assentamento ou colônia israelense, localizado na Judeia, no sul da Cisjordânia. Está situado a sudoeste de Jerusalém, entre as cidades bíblicas de Belém e Hebrom, e serve como centro regional para as comunidades de Gush Etzion (o Bloco de Etzion), sendo administrado pelo Conselho Regional de Gush Etzion.

## Origem do Nome
Alon Shvut significa "carvalho do regresso," e é uma referência ao regresso dos Judeus expulsos da região de Gush Etzion, pela Legião Árabe jordana, após o massacre de Kfar Etzion, em 1948. Após a destruição do Bloco de Comunidades de Etzion, os sobreviventes e os seus filhos juntavam-se anualmente na fronteira israelo-jordana para vislumbrar a única árvore que restava, que ficou conhecida como o 'carvalho solitário.' A comunidade foi construída adjacente ao 'carvalho solitário,' e a árvore mantém um lugar central na identidade tanto de Alon Shvut como da região de Gush Etzion, como um símbolo de renovação e continuidade. O 'carvalho solitário' faz parte do emblema do Conselho Regional de Gush Etzion.

## História
Alon Shvut foi fundado em 1970 como um bairro para as famílias associadas à então nascente Yeshivá Har Etzion. Foi unicamente desenvolvida como um núcleo comunitário e de serviços para o que era, na altura, uma região predominatemente agrícola, e por muitos anos albergou a única clínica, mercearia, posto de correios, e banco na região. Apesar da mais recente ascensão da comunidade vizinha de Efrat como um centro urbano, Alon Shvut ainda mantém em certa medida o seu papel original. Em 2005, o Centro Nacional de Estatística de Israel revelou que Alon Shvut é residência de mais de 650 famílias.
A maior parte do crescimento de Alon Shvut's está ligado à presença da Yeshivá Har Etzion. Junto com as famílias dos docentes, muitos dos seus estudantes fizeram da vila a sua casa, e a abertura do Colégio Herzog para Professores e o Instituto Zomet para investigação religiosa-tecnológica, assim como o complexo educacional local, trouxeram muitos académicos e as suas famílias. Algumas famílias de retornados da comunidade de pré-1948 optaram por Alon Shvut como uma alternativa à vida comunal num kibutz local.
Em 2000, um segundo bairro dobrou o tamanho da comunidade para acomodar a demanda crescente de alojamento. Entre os novos residentes estavam aqueles que não haviam conseguido obter lotes de terreno no bairro original, assim como muitas famílias jovens que se mudaram do estrangeiro para Israel ("fizeram aliá"), especialmente dos Estados Unidos. Também existe uma pequena comunidade sul-americana, composta maioritariamente por brasileiros. Um terceiro bairro está planeado para a área de Givat HaHish (גבעת החי"ש) a nordeste da comunidade, nomeado em honra da unidade HISH da Haganá. Entretanto, um núcleo de casas móveis existe no local, populado sobretudo por membros de uma comunidade imigrantes recentes de Judeus Incas, naturais de Trujillo, Peru.
Evidência arqueológica do povoamento judaico de cerca de 300 a.C. foi encontrado na área de Givat HaHish, assim como restos mais recentes da Era Bizantina, incluindo um chão de mosaico. Alon Shvut situa-se na antiga estrada para Jerusalém, a qual é ainda marcada por pedras milenares romanas. Muitos banhos rituais que seriam usados pelos peregrinos a caminho do Templo de Jerusalém estão espalhados pelas colinas vizinhas, devido à proximidade do local a Jerusalém — cerca de um dia de viagem naquela época. Existem também dezenas de antigos lagares de vinho e azeite, assim como cisternas escavadas na rocha, que testemunham uma longa história de agricultura.
Alon Shvut é adjacente ao local da antiga Batalha de Beth-Zechariah, entre os Judeus Macabeus e os Gregos.

## Geografia
Localizada no norte das Colinas da Judeia a cerca de 950 metros de altitude, Alon Shvut possui um clima fresco e seco na maior parte do Verão, e os seus Invernos são geralmente temperados, com chuva e alguns centímetros de neve, comum na maior parte dos anos. Os bairros Novo e Velho são contíguos e localizam-se num eixo noroeste–sudoeste ao longo da crista de uma colina, com uma planície que decresce para sul, e escarpas acentuadas para norte. A vila está localizada a poucas centenas de metros a oeste do Cruzamento de Gush Etzion "Zomet HaGush", que é o ponto de reunião da Estrada 60, a artéria norte–sul que segue a linha de montanhas desde Nazaré através de Jerusalém até Bersebá, e a Estrada 367, que desce para Oeste pelo Vale de Elah para a Planície Coastal de Israel Plain e a Região de Telavive.
O tempo de viagem para Jerusalém pela Estrada 60 é de aproximadamente 20 minutes, enquanto Telavive fica  cerca de 70 minutos.